# Vulgar (álbum)
VULGAR é o quarto álbum da banda Dir en grey, lançado em 10 de setembro de 2003. Uma edição limitada com um DVD adicional também foi lançada. O DVD continha um vídeo da faixa "Obscure", na sua versão censurada. Foi o primeiro álbum a creditar a banda como um todo em vez de utilizar créditos individuais (os créditos das faixas 9, 11 e 14 são os utilizados nos singles destas canções).

## Recepção
Alcançou a sexta posição nas paradas da Oricon Albums Chart e manteve-se por seis semanas.
Em 2021, a Kerrang! listou Vulgar como um dos 13 álbuns japoneses de rock e metal essenciais.

## Faixas
Todas as letras escritas por Kyo. 
| N.º | Título                                                     | Duração |  |
| 1.  | "Audience Killer Loop"                                     | 3:39    |  |
| 2.  | "The IIID Empire"                                          | 3:05    |  |
| 3.  | "Increase Blue"                                            | 3:46    |  |
| 4.  | "Shokubeni" (蝕紅)                                         | 4:20    |  |
| 5.  | "Sajō no Uta"" (砂上の唄))                                 | 3:14    |  |
| 6.  | "Red... [em]"                                              | 5:01    |  |
| 7.  | "Asunaki Kōfuku, Koenaki Asu" (明日無き幸福、呼笑亡き明日) | 3:31    |  |
| 8.  | "Marmalade Chainsaw"                                       | 4:13    |  |
| 9.  | "Kasumi" (かすみ)                                          | 4:20    |  |
| 10. | "R to the Core"                                            | 1:47    |  |
| 11. | "Drain Away"                                               | 4:06    |  |
| 12. | "New Age Culture"                                          | 3:19    |  |
| 13. | "Obscure"                                                  | 3:59    |  |
| 14. | "Child Prey"                                               | 3:52    |  |
| 15. | "Amber"                                                    | 4:48    |  |

## Ficha técnica

### Dir en grey
- Kyo (京) – vocais
- Kaoru (薫) – guitarra
- Die – guitarra
- Toshiya – baixo
- Shinya – bateria